# دومينيك سكوت
دومينيك سكوت (بالإنجليزية: Dominic Scott)‏ هو كاتب أغاني وملحن وعازف قيثارة بريطاني، ولد في 15 مايو 1979 في دبلن في جمهورية أيرلندا.

## وصلات خارجية
- دومينيك سكوت على موقع ميوزك برينز (الإنجليزية)
- دومينيك سكوت على موقع ديسكوغز (الإنجليزية)